# Les Sims 4 : StrangerVille
 (juillet 2019).
Les Sims 4 : StrangerVille (anglais : The Sims 4 : StrangerVille) est le nom d'un pack de jeu installable depuis le 26 février 2019 sur PC, pour le jeu vidéo de simulation de vie Les Sims 4. Il est disponible sur console à partir du 14 mai 2019,. Ce pack de jeu est inspiré de la ville StrangerTown, apparue dans Les Sims 2, tout en reprenant des éléments de la série de science-fiction américaine Stranger Things, diffusée sur Netflix, ainsi qu'à la série d'horreur et de fantasy X-Files : Aux frontières du réel.

## Description
Le pack de jeu permet pour la première fois aux joueurs de suivre une histoire et de résoudre une enquête, afin de découvrir pourquoi les habitants de StrangerVille ont un comportement étrange. Les joueurs peuvent également se promener dans la ville mystérieuse qui cache plusieurs secrets qu'il faut résoudre. Les joueurs peuvent aussi profiter de nouvelles options de gameplay, comme interagir avec des habitants de la ville infectés par un virus, parler de StrangerVille avec les autres Sims pour avancer dans l'enquête et espionner avec la radio les Sims de leur entourage,.

## Histoire
Le but principal du pack de jeu StrangerVille est de résoudre le mystère de la ville pour comprendre le secret des comportements étranges des habitants, que le personnage du joueur découvre lors de son emménagement dans la ville. L'enquête commence dans le laboratoire, où on peut trouver une grande porte scellée, qui semble mener aux sous-sols secrets du laboratoire. Pour passer, il faudra récolter des preuves par divers moyens puis s'en servir pour obtenir une carte d'accès. Avec cette carte d'accès obtenue, l'enquête peut donc être poursuivie dans les sous-sols, là où va se dérouler le dénouement de l'histoire et où le Sim pourra sauver StrangerVille des événements étranges qui s'y déroulent.

## Nouveautés

### Créer un Sim
Il est désormais possible, lors de la création d'un Sim, de lui faire porter une cinquantaine de nouveaux accessoires s'il est adulte, dont des hauts, des bas et quelques tenues, par exemple des uniformes de pilote d'avion, de militaire et de scientifique. Une dizaine de nouvelles coiffures et chapeaux sont également disponibles, dont un qui peut être acheté auprès du marchand de curiosités, à Strangerville, près de l'Habitat 42. Un nouveau trait de personnalité a aussi été ajouté : Paranoïaque.

### Mode Vie
Le nouveau monde StrangerVille est désormais habitable avec 11 terrains où la construction est possible en plus du Laboratoire Secret, la carrière militaire est disponible avec deux branches différentes au choix : Soldat ou Opérations Secrètes. La possibilité, aussi, pour les Sims adultes de résoudre le mystère de StrangerVille et d'avoir et de réaliser l'aspiration Le Mystère de StrangerVille qui leur permettra de récupérer le trait de caractère bonus Héros de StrangerVille. Deux autres traits de caractères bonus peuvent être obtenus pendant l'enquête à StrangerVille : Infecté et Dévoré par la Mère.

### Mode achat
Le catalogue du mode Construction et Achat permettent maintenant d'acheter de nouveaux meubles, objets, décorations et accessoires, comme le Dispositif d'Écoute ou la Lampe à Plasma. En tout, une centaine de nouveaux objets ont été ajoutés dans le catalogue de base, et quelques récompenses obtenues dans la carrière militaire lorsque le Sim atteint un certain niveau à son poste.

## Accueil
Le pack de jeu Les Sims 4 : StrangerVille a été critiqué par de nombreux sites de fans et de jeux vidéos, et les commentaires positifs qui reviennent le plus souvent sont : « une ambiance décalée», « du contenu narratif intéressant », « des personnages hauts en couleur » et « une touche d'aventure et d'originalité ». Les critiques négatives les plus lues sont : « une histoire trop courte et trop facile », « pas assez de re-jouabilité de l'enquête » et « peu de nouvelles interactions et options de gameplay ». Certains sites de jeux vidéos accordent néanmoins une bonne note à StrangerVille et disent qu'ils ne regrettent pas d'avoir payé le pack.